# Placothyrium athyrinum
Placothyrium athyrinum är en svampart som beskrevs av Bubák 1916. Placothyrium athyrinum ingår i släktet Placothyrium, divisionen sporsäcksvampar och riket svampar.   Inga underarter finns listade i Catalogue of Life.